# Scutellinia erinaceus
Scutellinia erinaceus (Schwein.) Kuntze – gatunek grzybów z rodziny Pyronemataceae.

## Systematyka i nazewnictwo
Pozycja w klasyfikacji według Index Fungorum: Scutellinia, Pyronemataceae, Pezizales, Pezizomycetidae, Pezizomycetes, Pezizomycotina, Ascomycota, Fungi.
Po raz pierwszy opisał go w 1822 r. Lewis David von Schweinitz, nadając mu nazwę Peziza erinaceus, później przez różnych naukowców zaliczany był do różnych rodzajów. Obecnie według Index Fungorum za ważną uznaje się nazwę nadaną w 1891 r. przez Gustava Kutzego, który zaliczył ten takson do rodzaju Scutellinia. Niektóre inne synonimy:
- Humaria erinacea (Schwein.) Kanouse 1948
- Trichophaea erinaceus (Schwein.) Le Gal 1953

## Morfologia
Owocnik
Typu apotecjum bez trzonu, miseczkowate o średnicy do 3 mm. Tarczka owocnika brudnobiała, brzeg z ciemnobrązowymi włoskami.
Cechy mikroskopowe
Włoski grubościenne, o długości, 200–900 µm i średnicy 20–35 µm, podzielone cienkimi przegrodami poprzecznymi. Krótsze włoski mają szczyty zaokrąglone, dłuższe zaostrzone. Worki cylindryczne, o długości 280–300 µm i średnicy18–20 µm, 8-zarodnikowe. Zarodniki elipsoidalne, 19–23 x10,5–12,5 µm, szkliste, z jedną centralnie położoną gutulą, gładkie. Parafizy cienkie, na szczycie maczugowato rozszerzone.
Gatunki podobne
W Polsce występuje około 30 gatunków włośniczek. Wszystkie są morfologicznie bardzo podobne, jedyną różniącą je cechą, którą można dostrzec bez użycia mikroskopu jest długość rzęsek, nie wystarcza to jednak do rozróżnienia gatunków. Pewne ich rozróżnienie możliwe jest tylko badaniami mikroskopowymi. Scutellinia erinaceus charakteryzuje się małymi rozmiarami, co ogranicza liczbę podobnych gatunków, ale podobnie mała jest również Scutellinia setosa (jest zwykle bardziej pomarańczowoczerwona niż S. erinaceus). Wśród gatunków o większych rozmiarach mogą się trafić również okazy o małych rozmiarach, co nie pozwala na pewne oznaczenie S. erinaceus tylko na podstawie rozmiarów.

## Występowanie i siedlisko
Podano stanowiska Scutellinia erinaceus w Ameryce Północnej, Środkowej i Południowej, w Europie, Azji i Australii. W Europie jest rzadki. Polsce M.A. Chmiel w 2006 r. przytoczyła kilka stanowisk, w późniejszych latach podano następne.
Nadrzewny saprotrof występujący na drewnie drzew liściastych.